# Tia Surica
Tia Surica, pseudonimo di Iranette Ferreira Barcellos (Madureira, 17 novembre 1940), è una cantante e attrice televisiva brasiliana.
Fa parte dei sambisti della vecchia guardia della scuola di samba Portela. L'appellativo Surica le fu dato dalla nonna quando, ancora bambina, cominciava a partecipare alle sfilate di samba durante il carnevale.

## Biografia
Nata a Madureira, uno dei quartieri più popolari a nord di Rio de Janeiro, nel 1940, ha cominciato già da bambina a frequentare la scuola Portela con i genitori. La sua vera carriera artistica è iniziata però nel 1966, quando ha cantato assieme a Maninho e Catoni sempre per la Portela il samba-enredo Memórias de um Sargento de Milícias", scritto da Paulinho da Viola.
Nel 1980 è entrata nella Velha Guarda da Portela, la vecchia guardia degli artisti che compongono la scuola di samba.
Il successo è arrivato nel 2003 quando a 63 anni lei ha pubblicato il suo primo CD nel quale ha cantato assieme ad altri artisti della Portela come Monarco, Chico Santana e Anice.
Oggi continua a partecipare a tutte le manifestazioni della Portela e ad abitare nel quartiere dov'è nata. La sua casa è conosciuta a Rio de Janeiro col nome di Cafofo da Surica, dove riceve tutti gli artisti legati alla Velha Guarda.
Come attrice ha partecipato alla serie televisiva Cidade dos Homens. Ha partecipato a vari spot.